# アレックス・マッカーシー
アレックス・サイモン・マッカーシー（Alex Simon McCarthy、1989年12月3日 - ）は、イングランド・ギルフォード出身のプロサッカー選手。EFLチャンピオンシップ・サウサンプトン所属。元イングランド代表。ポジションはゴールキーパー
（GK）。

## 経歴
レディングFCの下部組織出身。トップチーム昇格後、しばらくは下位チームへのレンタル移籍を繰り返し、2011年にようやくトップチームデビューを果たした。
2014年8月、プレミアリーグに昇格したクイーンズ・パーク・レンジャーズFCに移籍。
2015年7月、クリスタル・パレスFCに移籍。移籍金は350万ポンドで4年契約を結んだと報じられた。
2016年8月、サウサンプトンFCと3年契約を結んだ。同年はイングランド代表フレイザー・フォースターの控えに留まり、リーグ戦の出場機会は得られなかったが、翌年は18試合、その翌年は25試合、さらにその翌年は30試合に出場するなど着々と出場数を伸ばし、レギュラーに定着した。
2021-22シーズンは、開幕からスタメンで出場を続けるも、自身が負傷し離脱。復帰後は自身の離脱中に出場していたフォースターから直ぐにポジションを奪取し、チームの1部残留に貢献した。
2022-23シーズンは、ギャヴィン・バズヌの加入に伴ってシーズン序盤はカップ戦のみの出場に限定された。終盤戦にバズヌからポジションを取り戻したが、チームは最後まで調子が上向かず、チャンピオンシップ降格となった。